# Stanley és Iris
A Stanley és Iris (eredeti címe: Stanley & Iris) 1990-ben bemutatott amerikai romantikus filmdráma, amelyet Martin Ritt rendezett. Ez volt Ritt utolsó rendezése. A forgatókönyvet Pat Barker Union Street című regénye ihlette, amelyet Harriet Frank, Jr. és Irving Ravetch készítettek. A főbb szerepekben Jane Fonda és Robert De Niro. 1990. február 9-én mutatták be az Egyesült Államokban. Magyarországon videokazettán jelent meg 1992 és 1993 között.

## Cselekmény
Iris özvegy fiatal nő Connecticutban. Egy pékárugyárban dolgozik, hogy eltartsa két gyermekét, amikor megtudja, hogy várandós. Iris megismerkedik Stanley Coxszal, aki a gyár étkezdéjében szakács, és feltűnik neki, hogy a férfi analfabéta. Mikor véletlenül megemlíti ezt a főnökének, Stanley-t elbocsátják, aki képtelen új munkát találni. A férfi egy garázsba költözik, beteg édesapját pedig kénytelen egy lepukkant idősek otthonában elhelyezni. Stanley apja néhány hét múlva meghal. 
A férfi felkeresi Irist, és megkéri a nőt, hogy tanítsa meg olvasni. Iris beleegyezik, és a tanulás során fokozatosan közelebb kerülnek egymáshoz. Iris teszteli Stanley-t azzal, hogy térképet készít neki, azonban a férfi rettenetesen eltéved. Stanley a garázsban egy új találmányán dolgozik, ami egy céget is lenyűgözött, és munkát ajánlottak neki. Stanley próbál bizalmasabb kapcsolatba kerülni Irisszal, de a nő még mindig ragaszkodik elhunyt férje emlékéhez. Mikor Stanley szinte tökéletesen felolvas neki egy levelet, Iris vele tölti végül az éjszakát.
Stanley Detroitba költözik, és találmányai jól fizetnek neki. Mikor pár hónappal később felkeresi Irist, feleségül kéri a nőt, és megkéri, hogy költözzön hozzá a családjával.

## Szereplők
| Szerep              | Színész               | Magyar hang                       | Magyar hang               |
| Szerep              | Színész               | 1. magyar szinkron (1992 vagy 93) | 2. magyar szinkron (2006) |
| ------------------- | --------------------- | --------------------------------- | ------------------------- |
| Iris King           | Jane Fonda            | Andresz Kati                      | Zborovszky Andrea         |
| Stanley Everett Cox | Robert De Niro        | Reviczky Gábor                    | Háda János                |
| Sharon              | Swoosie Kurtz         | Koffler Gizella                   |                           |
| Kelly King          | Martha Plimpton       | Zsigmond Tamara                   |                           |
| Richard King        | Harley Cross          | Szuper Levente                    |                           |
| Joe                 | Jamey Sheridan        | Varga Tamás                       | Tarján Péter              |
| Leonides Cox        | Feodor Chaliapin, Jr. | Galgóczi Imre                     |                           |
| Elaine              | Zohra Lampert         | n.a                               |                           |
| Bertha              | Loretta Devine        | n.a                               |                           |
| Belinda             | Julie Garfield        | n.a                               |                           |
| Melissa             | Karen Ludwig          | n.a                               |                           |
| Bernice             | Kathy Kinney          | n.a                               |                           |
| Muriel              | Laurel Lyle           | n.a                               |                           |
| Joanne              | Mary Testa            | n.a                               |                           |
| Jan                 | Katherine Cortez      | n.a                               |                           |
| Mr Hershey          | Stephen Root          | Faragó József                     | Garai Róbert              |
| Mr Hagen            | Eddie Jones           | Dobránszky Zoltán                 |                           |
| Mr Delancey         | Fred J. Scollay       | n.a                               |                           |

## Fogadtatás

### Kritikai visszhang
A filmet negatívan fogadta a filmkritika. A Rotten Tomatoeson 29%-os minősítést ért el 17 értékelés alapján. A Variety szerint: „Az elemek megvannak, de nem adnak össze nagy drámát ebben a jó szándékú, az írástudatlanok helyzetének személyessé tételére irányuló törekvésben.” Vincent Canby a New York Timestól azt írta: „Olyan őszinte, közvetlen és szórakoztató, amilyenné az összes résztvevő jelentős tehetsége csak teheti.” Rita Kempley a Washington Posttól azt írta: „Itt, egy olyan filmben, amely kevésbé animált, mint egy hordónyi fa lajhár, Ritt olyan unalmas alakításokat és olyan unalmas tempót szorgalmaz, mint még több fa lajhár.” Desson Thomson a Washington Posttól azt írta: „McAlpine talán a film legokosabb közreműködője. Egyedül ő tűnik felismerni, hogy ez a pedáns projekt hamarosan otthoni videózásra vagy osztálytermi használatra fog elballagni.”

### Bevétel adatai
A Box Office Mojo szerint a film 5,8 millió dolláros bevételt ért el, a költségvetésről nincs adat.